# Wybory parlamentarne na Litwie w 1940 roku
Wybory parlamentarne na Litwie w 1940 roku – wybory parlamentarne przeprowadzone w dniach 14–15 lipca 1940 do tzw. Sejmu Ludowego Litwy. 

## Historia
Dla zastraszenia ludności, głosowania poprzedziły aresztowania znanych polityków różnych opcji politycznych i narodowości, w tym wielu Polaków. W wyborach wystawiono jedną listę – Związku Ludu Pracującego. Z list ZLP kandydowały w większości osoby bezpartyjne, w tym wiele znanych osób publicznych, w mniejszości znaleźli się członkowie Komunistycznej Partii Litwy. Wielu kandydatów nie pytano w ogóle o zgodę na kandydowanie, a o umieszczeniu ich nazwisk na listach wyborczych dowiadywali się oni z prasy lub z afiszów.

## Wyniki
W wyborach obsadzano 79 mandatów. Oficjalnie w głosowaniu wzięło udział 95,1% uprawnionych, a na listę Związku Ludu Pracującego głosy oddało 99,2% obywateli. Spośród wybranych posłów było kilku przedstawicieli narodów nielitewskich, w tym Polaków.